# Айкути

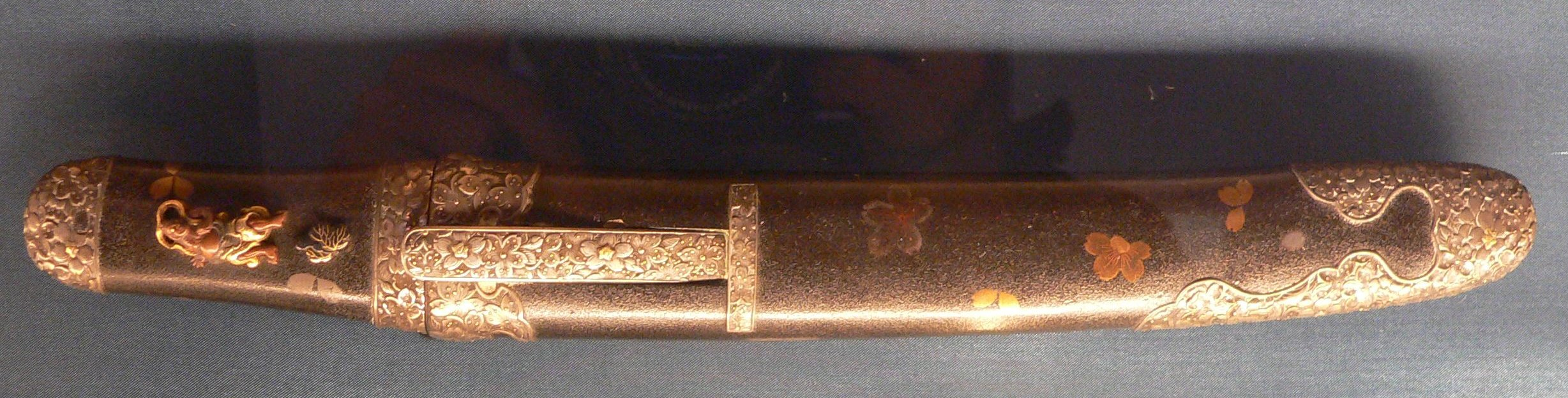
Айкути

Айкути (яп. 合口 — «подогнанное устье») — японский нож, разновидность танто, отличительной особенностью оправы которого является отсутствие цубы и почти никак не обозначенный переход к клинку. Заточенный с одной стороны клинок имеет слегка изогнутую форму. В качестве перехода встречается тонкий ободок, выполненный из металла или непосредственно из материала самой рукояти.
Один из наиболее распространенных типов ножей в Японии. Представлен как различными размерами (длина клинка до 1-го сяку (30,3 см), общей длиной с рукоятью условно ≈ 20-50 см), так и всевозможнейшими стилями рукоятей и ножен. Классическими для данного типа ножей являются гладкие рукояти или рукояти с роскошной резьбой. Также распространен стиль обтяжки кожей ската. Оплетка рукоятей встречаются крайне редко. В большинстве случаев материал и оформление ножен как бы продолжают рукоять так, что нож выглядит единым стилевым блоком. Линия стыка порой практически незаметна, в связи с чем может возникнуть сомнение, с какой стороны находится рукоять. В особенности это присуще изделиям из полированной древесины и кости, в оформлении которых отсутствуют металлические детали.

## История
Во время ближнего боя айкути применялся самураями для нанесения последнего удара поверженному на землю противнику. Согласно бусидо запрещалось убивать мечом противника, лежащего на земле. Поскольку айкути не считался мечом, как катана или вакидзаси, убивать им лежачего противника не возбранялось.
Айкути носились за поясом, как и мечи. Большие — сбоку, наподобие вакидзаси, средние — почти на животе, маленькие, будучи потайным оружием, могли размещаться где угодно: в рукавах, за пазухой и так далее.
После завершения Эпохи войн (примерно с 1600 года) айкути постепенно становится больше произведением искусства, нежели оружием.